# 쿠바 왕국
쿠바 왕국(또한 Kuba, Bakuba 혹은 Bushongo, 1625년 ~ 1900년)은 지금의 콩고 민주공화국 내륙부에 해당하는 곳에 있던 아프리카의 왕국이었다.
남서쪽은 카사이 강과 룰루아 강, 북쪽은 카사이 강의 지류인 상쿠루 강과 각각 접해 있다. 1600년경 카사이 강 하류에서 온 이주민들이 건설한 이 왕국은 사실상 부숑고 왕국, 응공고 왕국을 비롯한 자치적인 소왕국들의 연합체였다. 19세기에 동부에서 반란이 일어나고 룰루아족(族)이 남부를 침략하자 쿠바 왕국은 세력이 약화되어 내전의 위기로 치달았다. 1910년 벨기에령 콩고는 식민체제를 넓혀 이 지역을 지배하면서, 소왕국의 왕들과 경쟁자들을 탄압하여 쿠바의 왕권을 강화시킴으로써 혼란상태를 수습했다.

## 쿠바 문화

### 쿠바 예술

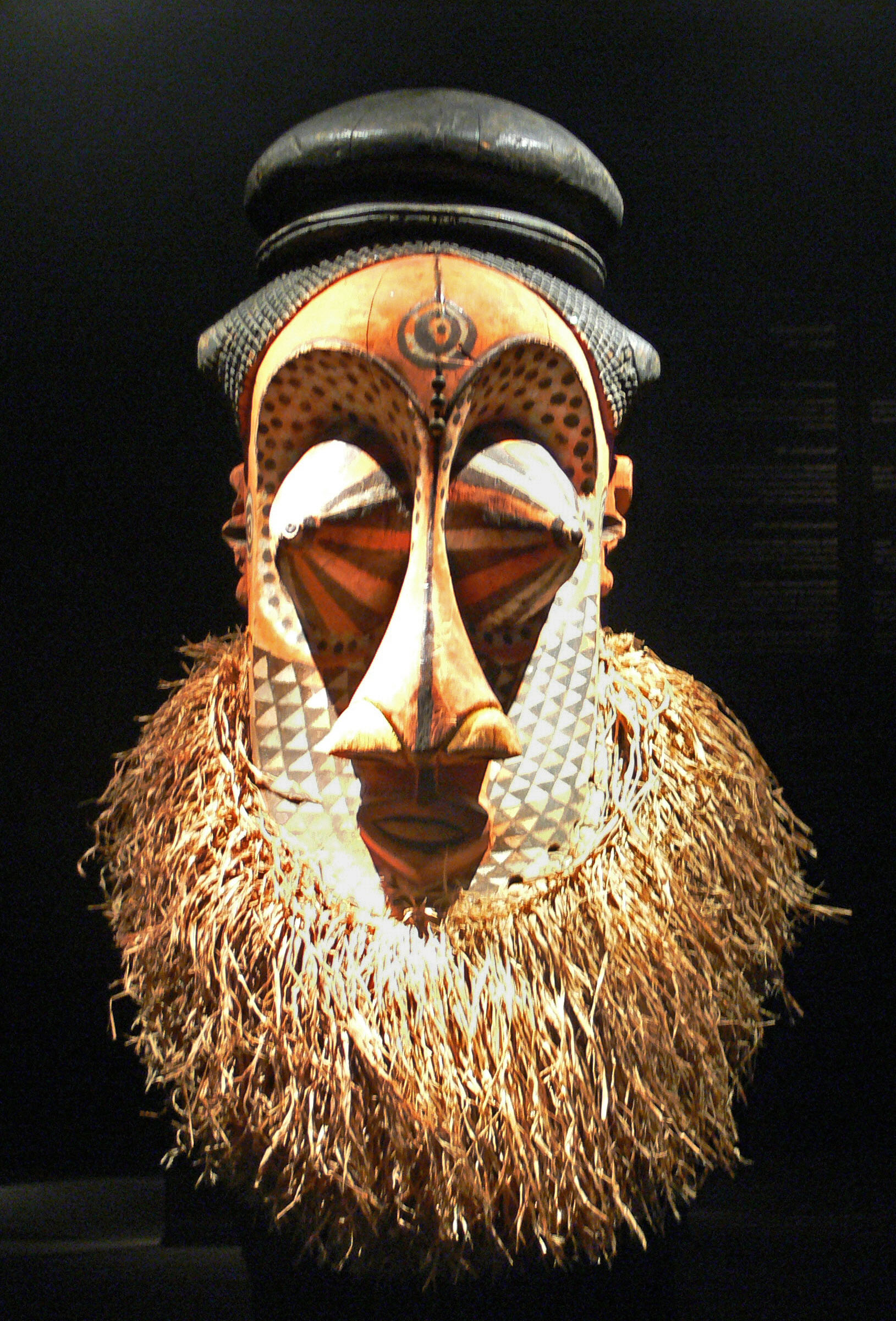
19세기 혹은 20세기 초기, 남부 쿠바, 투구 마스크 "물왈와"

라피아 야자수로 만든 여러 가지 작품으로 잘 알려져 있다.